# Rybka
Rybka — комп'ютерний шаховий рушій, написаний міжнародним майстром Васіком Райліхом. Посідає друге місце у рейтингах комп'ютерних програм CEGT, CCRL і CSS після Гудіні.
Від 10 червня 2006 року Рибка вміє використовувати комп'ютери з багатоядерними процесорами. Також є підтримка 64-бітного аналізу, де працює до 60 % швидше.
Назва Рибка походить з чеської мови[джерело?]: причину вибору цієї назви автор утримує в секреті. У шаховій пресі з'явилася здогадка, що назва походить від знаку зодіаку (Риби) його дружини Івети[джерело?] — інформація не має підтвердження в офіційних джерелах.
У березні 2007 року Рибка розіграла матч з головним американським гросмейстером, Яаном Ельвестом (п'яте місце серед американських шахістів на рейтинговому листі ФІДЕ на 01.01.2007 з 2610 пунктами). Сам матч був винятковою подією, тому що програма кожну з вісьмох партії розпочинала білим кольором, маючи на одного пішака менше. Незважаючи на цю велику теоретичну різницю, матч закінчився перемогою Рибки з результатом 5 — 2[джерело?]. Також в 2007 році Рибка тріумфувала в XV чемпіонаті світу серед шахових програм[джерело?].
У лютому 2011 програла матч із сорока партій програмі Гудіні (Houdini 1.5a) з рахунком 23 ½ — 16 ½.

## Версії

### 1.0 (Beta)
Версія від 5 грудня 2005 року. Підтримує лише один процесор.
27-30 грудня 2005 року виграє 15-ий Міжнародний Комп'ютерний Шаховий Чемпіонат (International Computer Chess Championship) у Падерборні, Німеччина, набравши 5,5 очок із 7.